# Няндома (станция)
Няндома — железнодорожная станция Северной железной дороги на линии «Коноша — Архангельск». Находится в городе Няндома (Архангельская область).
Осенью 1895 года были уложены первые рельсовые пути узкоколейной железной дороги «Вологда — Архангельск», сделана закладка вокзала. Посёлок при железнодорожной станции Няндома возник в 1896 году. Регулярное движение поездов по линии «Вологда — Архангельск» открылось в 1898 году. В 1905 году в Няндоме работало паровозное депо на пять стойл, с кузницей и механической мастерской. По железной дороге ходило несколько маломощных паровозов немецкого производства. Средняя скорость движения поездов не превышала 16 км/ч. 17 января 1916 г. было открыто движение по перешитой линии широкой колеи от Няндомы до Архангельска — в Няндому пришел первый служебный поезд.
В 1923 году станция Няндома была объединена с посёлком Шенкурский, в котором проживали крестьяне, торговцы и ремесленники, в посёлок Няндома.
Действующее при станции локомотивное депо Няндома является крупным и важным предприятием для района, его можно назвать градообразующим. До начала в 1997 году электрификации архангельской магистрали было тепловозным. В 2016 году в Няндоме отмечалось 100-летие депо. На предприятии проходят ТО и ТР тепловозы и электровозы со всей Северной железной дороги, депо является крупнейшим работодателем города и района, а также крупнейшим налогоплательщиком в районный бюджет. В 2009 году в связи с реорганизацией локомотивного хозяйства ОАО «РЖД» локомотивное депо разделено на эксплуатационное локомотивное депо ТЧЭ-13 Няндома и ремонтное локомотивное депо ТЧР-35 Няндома-Северная.

## Дальнее сообщение
По состоянию на декабрь 2018 года через станцию курсируют следующие поезда дальнего следования:
| Круглогодичное обращение поездов | Круглогодичное обращение поездов | Круглогодичное обращение поездов | Круглогодичное обращение поездов |
| № поезда                         | Маршрут движения                 | № поезда                         | Маршрут движения                 |
| -------------------------------- | -------------------------------- | -------------------------------- | -------------------------------- |
| 9                                | Архангельск — Санкт-Петербург    | 10                               | Санкт-Петербург — Архангельск    |
| 15                               | Архангельск — Москва             | 16                               | Москва — Архангельск             |
| 79                               | Архангельск — Адлер              | 80                               | Адлер — Архангельск              |
| 115 «Поморье»                    | Северодвинск — Москва            | 116 «Поморье»                    | Москва — Северодвинск            |
| 117 «Поморье»                    | Архангельск — Москва             | 118 «Поморье»                    | Москва — Архангельск             |
| 133                              | Архангельск — Минск              | 134                              | Минск — Архангельск              |
| 143                              | Мурманск — Вологда               | 144                              | Вологда — Мурманск               |
| 371                              | Архангельск — Котлас             | 372                              | Котлас — Архангельск             |

| Сезонное обращение поездов | Сезонное обращение поездов | Сезонное обращение поездов | Сезонное обращение поездов |
| № поезда                   | Маршрут движения           | № поезда                   | Маршрут движения           |
| -------------------------- | -------------------------- | -------------------------- | -------------------------- |
| 187                        | Архангельск — Новороссийск | 188                        | Новороссийск — Архангельск |
| 221                        | Архангельск — Анапа        | 222                        | Анапа — Архангельск        |
| 233                        | Архангельск — Москва       | 234                        | Москва — Архангельск       |
| 261                        | Архангельск — Адлер        | 262                        | Адлер — Архангельск        |
| 273                        | Архангельск — Коноша       | 274                        | Коноша — Архангельск       |